# Paralinhomoeus ordinarius
Paralinhomoeus ordinarius är en rundmaskart som beskrevs av Christian Wieser 1956. Paralinhomoeus ordinarius ingår i släktet Paralinhomoeus och familjen Linhomoeidae. Inga underarter finns listade i Catalogue of Life.